# Liste der Bodendenkmäler in Gerolzhofen
Auf dieser Seite sind die Bodendenkmäler in der unterfränkischen Stadt Gerolzhofen zusammengestellt. Diese Tabelle ist eine Teilliste der Liste der Bodendenkmäler in Bayern. Grundlage ist die Bayerische Denkmalliste, die auf Basis des Bayerischen Denkmalschutzgesetzes vom 1. Oktober 1973 erstmals erstellt wurde und seither durch das Bayerische Landesamt für Denkmalpflege geführt wird. Die folgenden Angaben ersetzen nicht die rechtsverbindliche Auskunft der Denkmalschutzbehörde.

## Bodendenkmäler in Gerolzhofen
| Lage       | Objekt                                                                                       | Akten-Nr.     | Bild |
| ---------- | -------------------------------------------------------------------------------------------- | ------------- | ---- |
| (Standort) | Freilandstation des Paläolithikums und des Mesolithikums, Siedlung                           | D-6-6027-0027 |      |
| (Standort) | Siedlung vorgeschichtlicher Zeitstellung.                                                    | D-6-6027-0218 |      |
| (Standort) | Abgegangenes Siechhaus des späten Mittelalters.                                              | D-6-6028-0036 |      |
| (Standort) | Siedlung des Mittelneolithikums und vermutlich mittelalterliche Wüstung.                     | D-6-6028-0037 |      |
| (Standort) | Siedlung des frühen Mittelalters.                                                            | D-6-6028-0038 |      |
| (Standort) | Körpergräber vor- und frühgeschichtlicher Zeitstellung.                                      | D-6-6028-0076 |      |
| (Standort) | Siedlung des Spätneolithikums.                                                               | D-6-6028-0078 |      |
| (Standort) | Siedlung vor- und frühgeschichtlicher Zeitstellung.                                          | D-6-6028-0084 |      |
| (Standort) | Bestattungsplatz mit verebneten Grabhügeln vorgeschichtlicher Zeitstellung sowie Siedlung    | D-6-6028-0087 |      |
| (Standort) | Siedlung vor- und frühgeschichtlicher Zeitstellung.                                          | D-6-6028-0090 |      |
| (Standort) | Untertägige Teile der spätmittelalterlichen bis frühneuzeitlichen Kath. Stadtpfarrkirche     | D-6-6028-0094 |      |
| (Standort) | Untertägige Teile der spätmittelalterlichen Johanniskapelle in Gerolzhofen                   | D-6-6028-0150 |      |
| (Standort) | Untertägige Teile erhaltener Spitalbauten und der frühneuzeitlichen Spitalkirche St. Vitus   | D-6-6028-0151 |      |
| (Standort) | Untertägige Teile der frühneuzeitlichen Friedhofskapelle St. Michael in Gerolzhofen          | D-6-6028-0152 |      |
| (Standort) | Untertägige Teile erhaltener Abschnitte sowie Fundamente abgegangener Partien                | D-6-6028-0153 |      |
| (Standort) | Untertägige Teile erhaltener Abschnitte sowie Fundamente abgegangener Partien                | D-6-6028-0154 |      |
| (Standort) | Archäologische Befunde des Mittelalters und der frühen Neuzeit im Bereich der Altstadt       | D-6-6028-0155 |      |
| (Standort) | Siedlung der Urnenfelderzeit.                                                                | D-6-6128-0001 |      |
| (Standort) | Siedlung der Stichbandkeramik.                                                               | D-6-6128-0003 |      |
| (Standort) | Siedlung der jüngeren Latènezeit.                                                            | D-6-6128-0005 |      |
| (Standort) | Siedlung vor- und frühgeschichtlicher Zeitstellung.                                          | D-6-6128-0022 |      |
| (Standort) | Fundamente der abgegangenen mittelalterlichen Bischofspfalz „Lindelach“                      | D-6-6128-0045 |      |
| (Standort) | Siedlung des Mittelneolithikums.                                                             | D-6-6128-0053 |      |
| (Standort) | Siedlung der jüngeren Latènezeit.                                                            | D-6-6128-0056 |      |
| (Standort) | Siedlung der jüngeren Latènezeit.                                                            | D-6-6128-0057 |      |
| (Standort) | Siedlung der jüngeren Latènezeit.                                                            | D-6-6128-0058 |      |
| (Standort) | Siedlung der Urnenfelderzeit und Wüstung „Lindelach“ des Mittelalters und der frühen Neuzeit | D-6-6128-0059 |      |
| (Standort) | Untertägige Teile der frühneuzeitlichen Gertraudiskapelle in Gerolzhofen                     | D-6-6128-0061 |      |